# Albis Leasing
Die Albis Leasing AG (Eigenschreibweise teils ALBIS Leasing AG) ist eine banken- und herstellerunabhängige Leasinggesellschaft mit Sitz in Hamburg. Die Aktie der Albis Leasing AG ist im amtlichen Handel an den Börsen Frankfurt und München sowie im Freiverkehr an den Börsen Hamburg, Berlin und Stuttgart notiert. Sie ist seit dem 30. August 1999 im Teilbereich des Geregelten Marktes mit weiteren Zulassungsfolgepflichten (General Standard) notiert. Die Albis Leasing AG fungiert als Holding innerhalb der „Albis Leasing Gruppe“.

## Geschichte
Die Albis Leasing AG wurde 1986 als Albis Datenservice GmbH gegründet. 1999 erfolgte der Kauf der MagnaMedia Verlag AG und die Umfirmierung zur Albis Leasing AG.

## Albis Leasing Gruppe
Zur „Albis Leasing Gruppe“ zählen zusätzlich zur Albis Leasing AG folgende Tochtergesellschaften:
- Albis HiTec Leasing GmbH
  - Albis Direct Leasing GmbH
    - Albis Fullservice Leasing GmbH

  - LGH Leasinggesellschaft für den Handel mbH
  - Albis Service GmbH

Das Unternehmensportfolio umfasst sämtliche Leistungen des klassischen Finanzierungs- und Leasinggeschäfts für mittelständische Betriebe und Unternehmen in den Bereichen Investitionsgüter-, Vertriebs- und Direktleasing. Die Vertragsarten reichen vom klassischen Leasingvertrag (Vollamortisation und Teilamortisation) über Mietkaufverträge, Kündbare Verträge bis hin zu Rahmenverträgen.
Die „Albis Leasing Gruppe“ bietet für folgende Produktbereiche Finanzierungsmodelle an: Agrartechnik, Erneuerbare Energien, Fahrrad und E-Bike, Forst-, Park- und Gartentechnik, Foto- und Medientechnik, Gastronomie- und Großküchentechnik, Handwerksmaschinen, Informationstechnologien, LED-Technik, Maschinen und Anlagen, Medizintechnik, Messtechnik, Nutzfahrzeuge, Sicherheitstechnik, Sport- und Freizeitgeräte, Werkstatteinrichtungen.